# Пентаграм (група)
 Тази статия е за музикалната група.  За символа вижте Пентаграм.  
Пентаграм (Pentagram, в чужбина известна като Мезаркабул) е турска траш/спийд метъл група, основана през 1986 година в Истанбул от Хакан Утангач и Дженк Юнну.

## Състав
Настоящ състав на групата:
- Мурат Илкан, вокалист (от 1995 насам)
- Хакан Утангач, китарист (от 1986 насам)
- Метин Тюркджан, соло китарист (от 2000 насам)
- Таркан Гьозюбуйюк, басист (от 1987 насам)
- Дженк Юнну, барабанист (от 1986 насам)

Бивши членове на групата:
- Юмит Йилбар, китарист (1986 – 1989)
- Мурат Нет, китарист (1989 – 1990)
- Барту Топтас, вокалист (1990 – 1992)
- Огюн Санлисой, вокалист (1992 – 1995)
- Демир Демиркан, китарист (1992 – 1998)
- Онур Памукчу, китарист (1998 – 2000)

## Дискография
Албуми:
- 1990 – Pentagram
- 1992 – Trail Blazer
- 1997 – Anatolia
- 2000 – Unspoken
- 2002 – Bir
- 2010 – Untitled Sixth Studio Album